# Miss Italia 1971
Miss Italia 1971 si svolse a Salsomaggiore Terme, il 28 e il 29 agosto 1971. Vinse la diciassettenne Maria Pinnone di Roma. L'organizzazione fu diretta da Enzo Mirigliani.

## Risultati
| Risultato finale | Concorrente       |
| ---------------- | ----------------- |
| Miss Italia 1971 | - – Maria Pinnone |
| Miss Cinema      | - – Nadia Coccoli |
| Miss Eleganza    | - – Gigliola Calò |

## Concorrenti
01) Rosalba Nanci (Miss Trentino Alto Adige)

02) Gigliola Calò (Miss Valle d'Aosta)

03) Adonella Modestini (Selezione fotografica Lazio)  (prima partecipazione)

04) Franca Sari (Miss Piemonte)

05) Antonella Barci (Miss Lombardia)

06) Silvana Reletto (Miss Liguria)

07) Maria Antonie Achili (Miss Emilia)

08) Franca Ruffilli (Miss Romagna)

09) Gabriella Milardi (Miss Toscana)

10) Pasqualina Torpedine (Miss Puglia)

11) Francesca Lupinacci (Miss Calabria)

12) Piera Ingala (Miss Sicilia)

13) Paola Buzzegoli (Miss Sardegna)

14) Zaira Fabbri (Miss Cinema Lombardia)

15) Laura Romano (Miss Cinema Piemonte)

16) Bianca Drago (Miss Cinema Liguria)

17) Rosa Maria Manenti (Miss Cinema Romagna)

18) Maria Cristina Malcini (Miss Cinema Emilia)

19) Margherita Manfredi (Miss Cinema Toscana)

20) Rita Fabbriai (Miss Cinema Umbria)

21) Gea Linchi (Miss Cinema Lazio)

22) Angela Gambardella (Miss Cinema Calabria)

23) Graziella Rota (Miss Eleganza Lombardia)

24) Manuela Panciroli (Miss Eleganza Emilia)

25) Maria Grazia Forenza (Miss Eleganza Puglia)

26) Mariettà Turrà (Miss Eleganza Calabria)

27) Valeria Vigilante (Miss Cinema Puglia)

28) Maria Pinnone (Miss Roma)

29) Anna Marino (Miss Bella dei Laghi)

30) Paola Neri (La Bella dell'Adriatico)

31) Gioia Santin (Selezione Fotografica)

32) Tina Alboresi (Selezione Fotografica)

33) Cinza Ghiliani (Selezione Fotografica)

34) Katia Balzani (Selezione Fotografica)

35) Rita Caruso (Selezione Fotografica)

36) Nadia Coccoli (Selezione Fotografica)

37) Pierina Sartori (Selezione Fotografica)

39) Tiziana Davolgio (Miss Abruzzo)

40) Alessandra Zoppi (Miss Marche)

41) Laura Stella (Miss Umbria)

42) Graziella Torbidoni (Miss Lazio)

43) Daniela Baraldi (Miss Campania)